# War Music (Refused)
War Music è il quinto album in studio del gruppo musicale svedese Refused, pubblicato il 18 ottobre 2019 dalla Spinefarm Records e dalla Search and Destroy Records.

## Antefatti
Il 26 marzo 2019 il cantante Dennis Lyxzén ha rivelato che i Refused erano al lavoro su un nuovo album, il primo dai tempi di Freedom, uscito quattro anni prima e che aveva presentato sonorità differenti rispetto al restante materiale:
La registrazione si è divisa in due sessioni distinte. La prima si è svolta presso i Sandkvie Studio di Visby, dove sono state registrate le parti di batteria e basso, mentre la seconda ha avuto luogo agli Studio Kobra sotto la supervisione di Martin Ehrencrona.

## Tematiche
Secondo quanto spiegato dai Refused, War Music è un album «violento e radicale» con testi incentrati perlopiù sul capitalismo e i politici, ottenendo come tematica principale l'idea di iniziare una rivoluzione contro coloro che fanno soldi dalla sofferenza delle masse e di rovesciare il capitalismo. Lyxzén ha spiegato che si tratta di un ritorno alle origini per il gruppo, spiegando che «abbiamo avvertito che ora, più che mai, era il momento di mostrare alle persone le nostre radici e far sapere a loro cosa pensiamo del mondo in cui viviamo oggi»; lo stesso ha poi aggiunto che l'intenzione dei Refused era quello di creare un album «senza compromessi sia tematicamente nei testi, ma anche nella musica, nelle opere d'arte e tutto il resto. Perché penso che sia ciò di cui il mondo ha bisogno. Creativamente, è anche una reazione a Freedom e al modo in cui ci siamo avvicinati ad esso».

Secondo il batterista David Sandström, l'idea alla base del titolo era spiegare cosa avrebbe dovuto aspettarsi l'ascoltatore:
Nell'album appaiono comunque brani slegati dal tema principale: Malfire, che riguarda i rifugiati durante il periodo di maggior ascesa dei fascismo e del nazismo in Europa, e Death in Vännäs, il cui testo riflette la vita del gruppo nel periodo adolescenziale.

## Promozione
Il 24 luglio 2019 i Refused hanno annunciato il titolo dell'album, rivelando anche la pubblicazione del relativo primo singolo, Blood Red, avvenuta il successivo 2 agosto. In concomitanza con il lancio del singolo, il gruppo ha presentato anche il relativo video musicale diretto da Daniel Gray.
Il 13 settembre è stato pubblicato come secondo singolo REV0001, traccia d'apertura dell'album, a cui ha fatto seguito Economy of Death, reso disponibile a partire dall'11 ottobre.
L'album è stato in seguito promosso tra ottobre e novembre 2019 in Europa da una tournée in congiunta con i Thrice, a cui ha fatto seguito un tour nell'America del Nord tra febbraio e marzo 2020, dove sono stati supportati dai Metz e dagli Youth Code.

## Tracce
Testi di Dennis Lyxzén e David Sandström, musiche di David Sandström e Kristofer Steen, eccetto dove indicato.
1. REV001 – 3:10
2. Violent Reaction – 4:03
3. I Wanna Watch the World Burn – 3:29
4. Blood Red – 3:39
5. Malfire – 3:01
6. Turn the Cross – 3:38
7. Damaged III – 3:08
8. Death in Vännäs – 3:03
9. The Infamous Left – 3:05
10. Economy of Death – 4:01 (musica: Mattias Bärjed, Kristofer Steen, David Sandström)

## Formazione
Gruppo
- Dennis Lyxzén – voce
- David Sandström – batteria
- Kristofer Steen – chitarra
- Magnus Flagge – basso
- Mattias Bärjed – chitarra

Altri musicisti
- Mariam Wallentin – voce (traccia 1)
- Konie – sintetizzatore (tracce 1, 5 e 8)
- Par Nordmark – percussioni (tracce 2, 5, 6 e 7)
- Pontus Mutka – talk box (tracce 2 e 4)
- Johan "Shellback" Schuster – cori (traccia 5)
- Howlin' Pelle Almqvist – cori (traccia 6)

Produzione
- David Sandström – produzione, registrazione parti vocali (tracce 3 e 8)
- Kristofer Steen – produzione, montaggio finale
- Martin "Konie" Ehrencrona – missaggio, registrazione basso e chitarra, montaggio finale
- Don Alsterberg – registrazione batteria e basso
- Alexander Härnlöv – assistenza alla registrazione
- Patrik Berger – produzione parti vocali, registrazione parti vocali (eccetto tracce 3 e 7)
- Oskar Sandlund – montaggio, post-produzione
- Magnus Lindberg – mastering
- Daniel Ledinsky – registrazione parti vocali (tracce 3 e 7)

## Classifiche
| Classifica (2019)         | Posizione massima |
| ------------------------- | ----------------- |
| Germania                  | 40                |
| Stati Uniti (heatseekers) | 4                 |
| Svezia                    | 26                |